# Vopnafjörður
Vopnafjörður é uma vila e um município da Islândia. Em 2018 tinha uma população de cerca de 526 habitantes.